# Betta burdigala
Betta burdigala es una especie de pez de la familia Osphronemidae. Este pez de agua dulce está incluido desde 2019 en la Lista Roja de la UICN en la categoría de especie en peligro crítico de extinción. Es originario de la isla de Sumatra en Indonesia.